# Santa Cruz Naranjo
Santa Cruz Naranjo è un comune del Guatemala facente parte del dipartimento di Santa Rosa.